# 京成稲毛駅

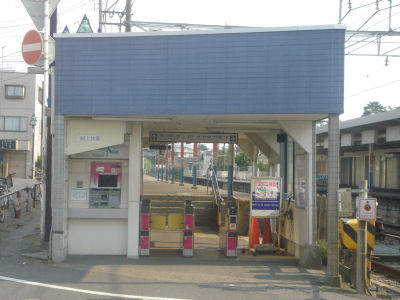
駅舎東側（2007年8月）

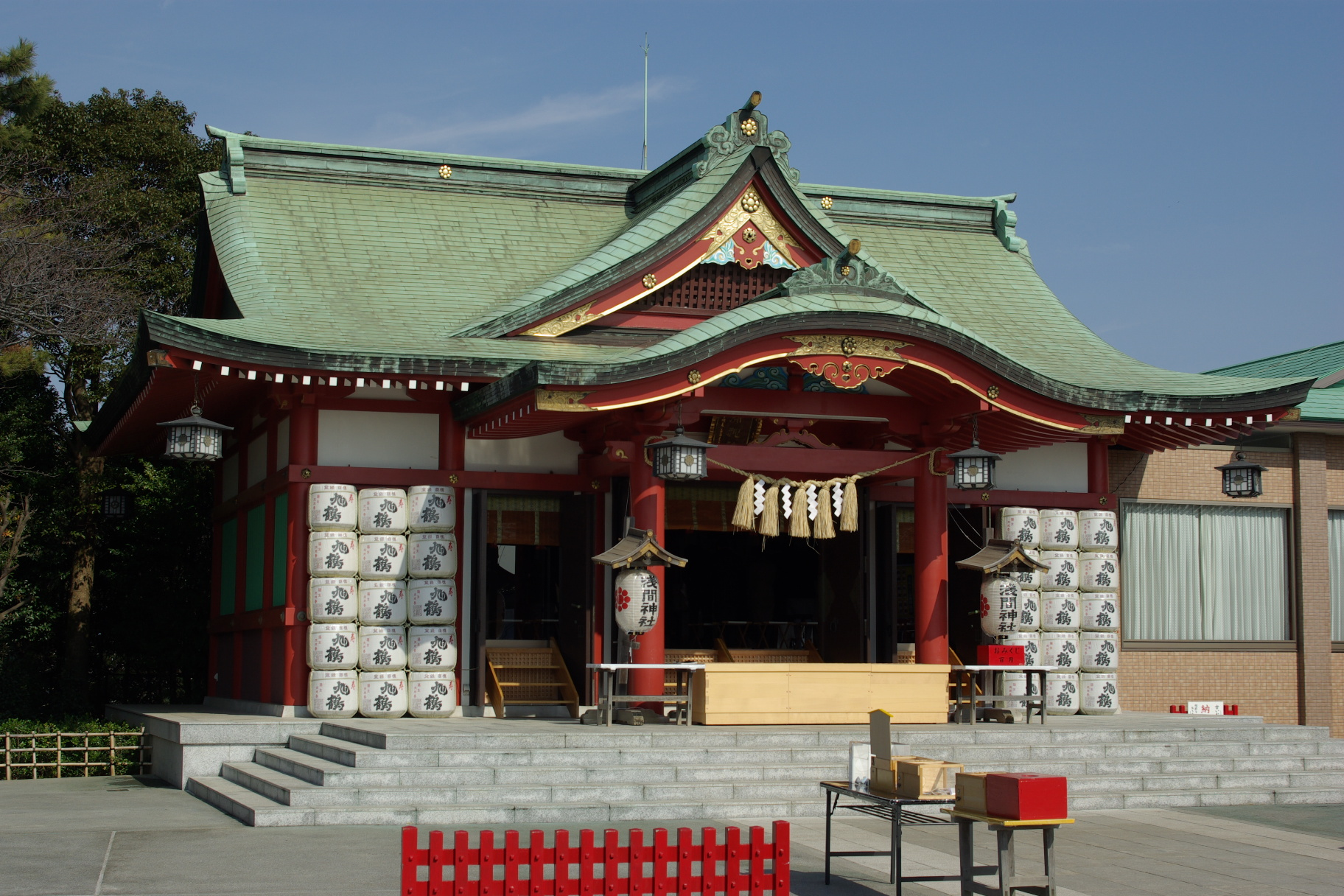
稲毛浅間神社

京成稲毛駅（けいせいいなげえき）は、千葉県千葉市稲毛区稲毛三丁目にある、京成電鉄千葉線の駅である。駅番号はKS55。

## 歴史
- 1921年（大正10年）7月17日 - 稲毛駅として開業。
- 1931年（昭和6年）11月18日 - 京成稲毛駅に改称。

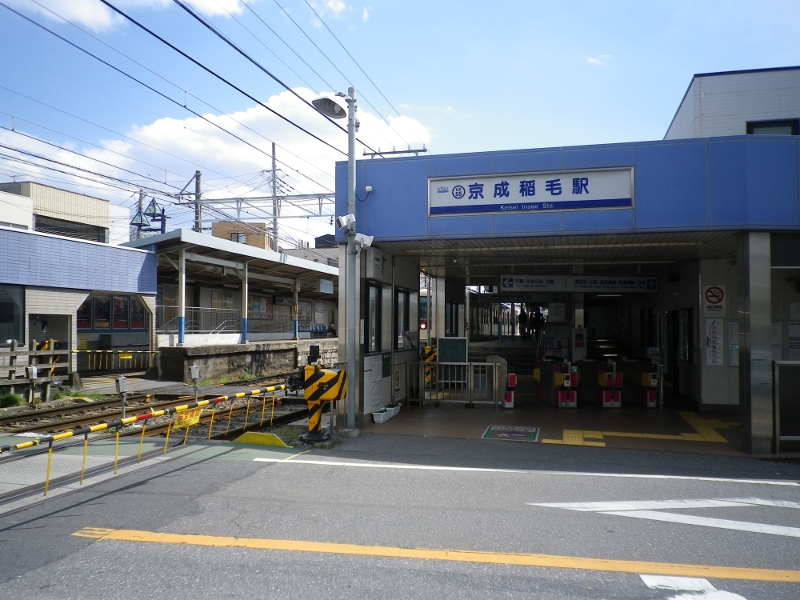
駅名看板更新前の駅舎西側（2012年4月）

## 駅構造
相対式ホーム2面2線を有する地上駅で、ホーム有効長は6両編成に対応する。各ホーム間は構内踏切で連絡しており、2番線ホーム側にも改札口（以前は臨時改札口）がある。1番線ホームの中央に男女別の水洗式トイレが設置されており、多機能トイレを併設している。
以前は上野寄りに下り線から上り方面に出発する分岐器が設けられていた。駅長配置駅である。

### のりば
駅ホームの案内標には、京成千葉線との直通運転の設定がない「成田空港」も行先として表記されている。成田空港方面（京成本線）には京成津田沼駅にて乗換が必要となる。
| 番線 | 路線   | 方向 | 行先                                                           |
| ---- | ------ | ---- | -------------------------------------------------------------- |
| 1    | 千葉線 | 上り | 京成津田沼・京成船橋・日暮里・京成上野・ 成田空港・ 松戸線方面 |
| 2    | 千葉線 | 下り | 京成千葉・ちはら台方面                                         |

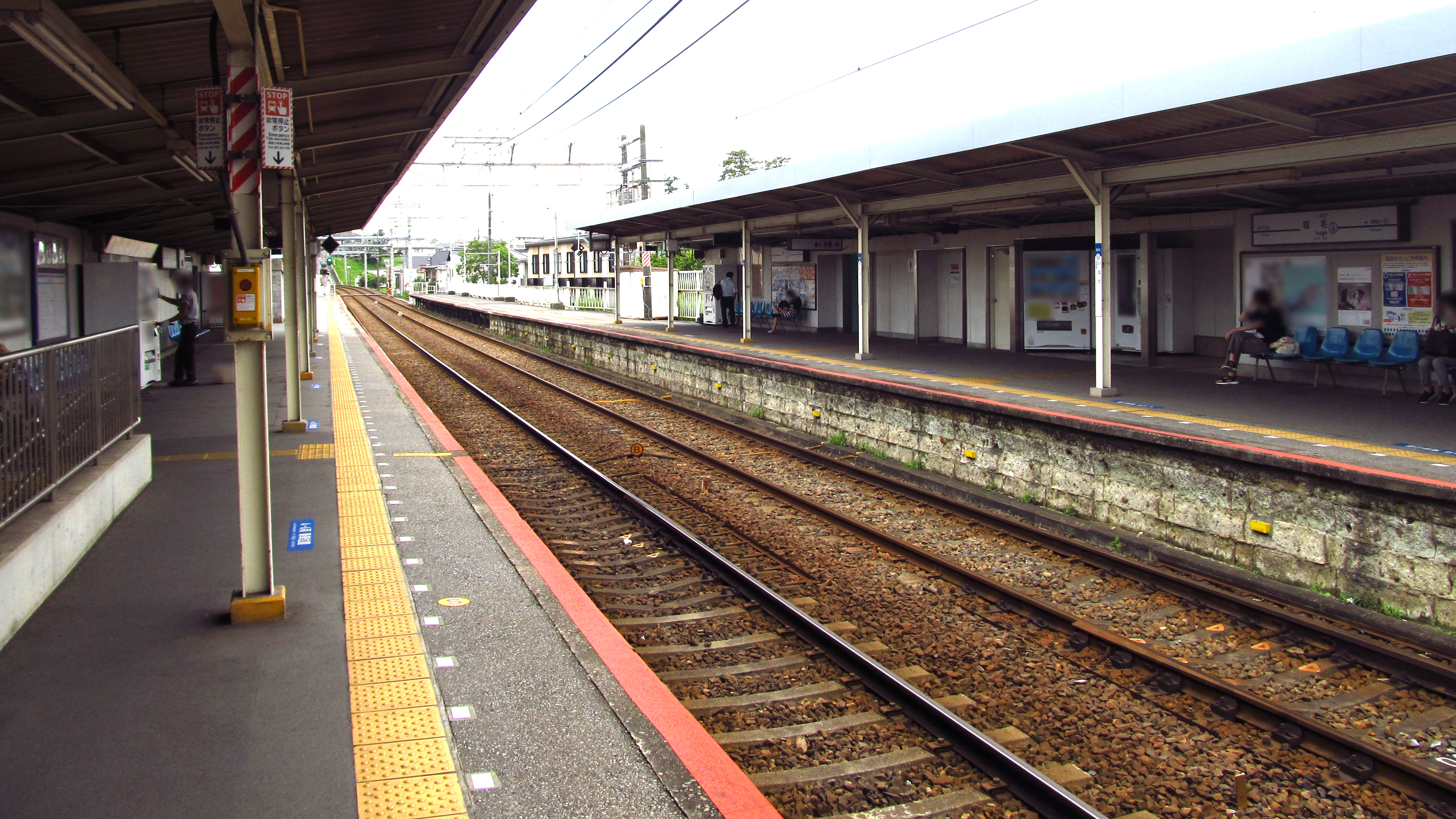
改札側より駅ホーム（2020年7月）
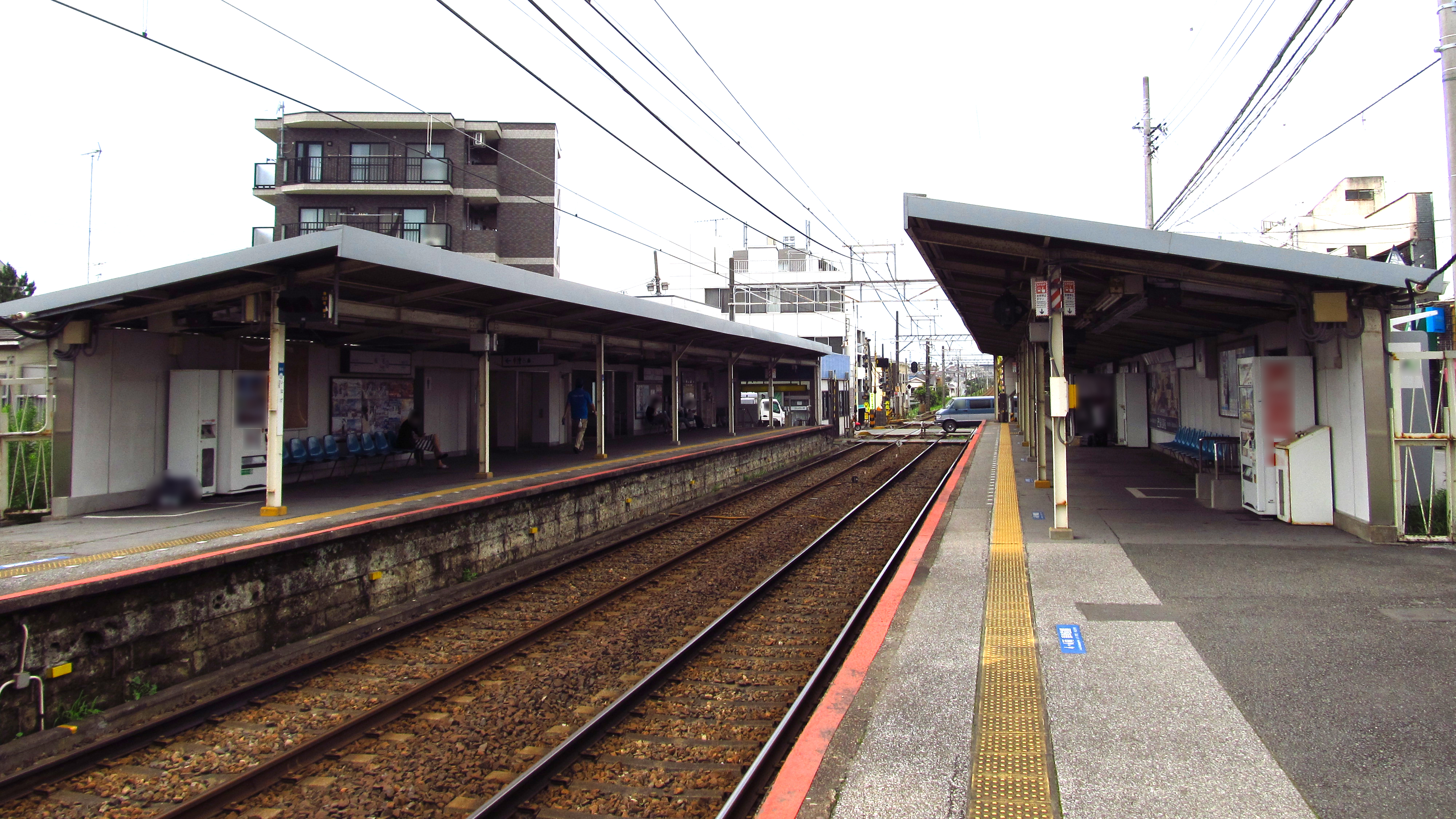
改札反対側より駅ホーム（2020年7月）
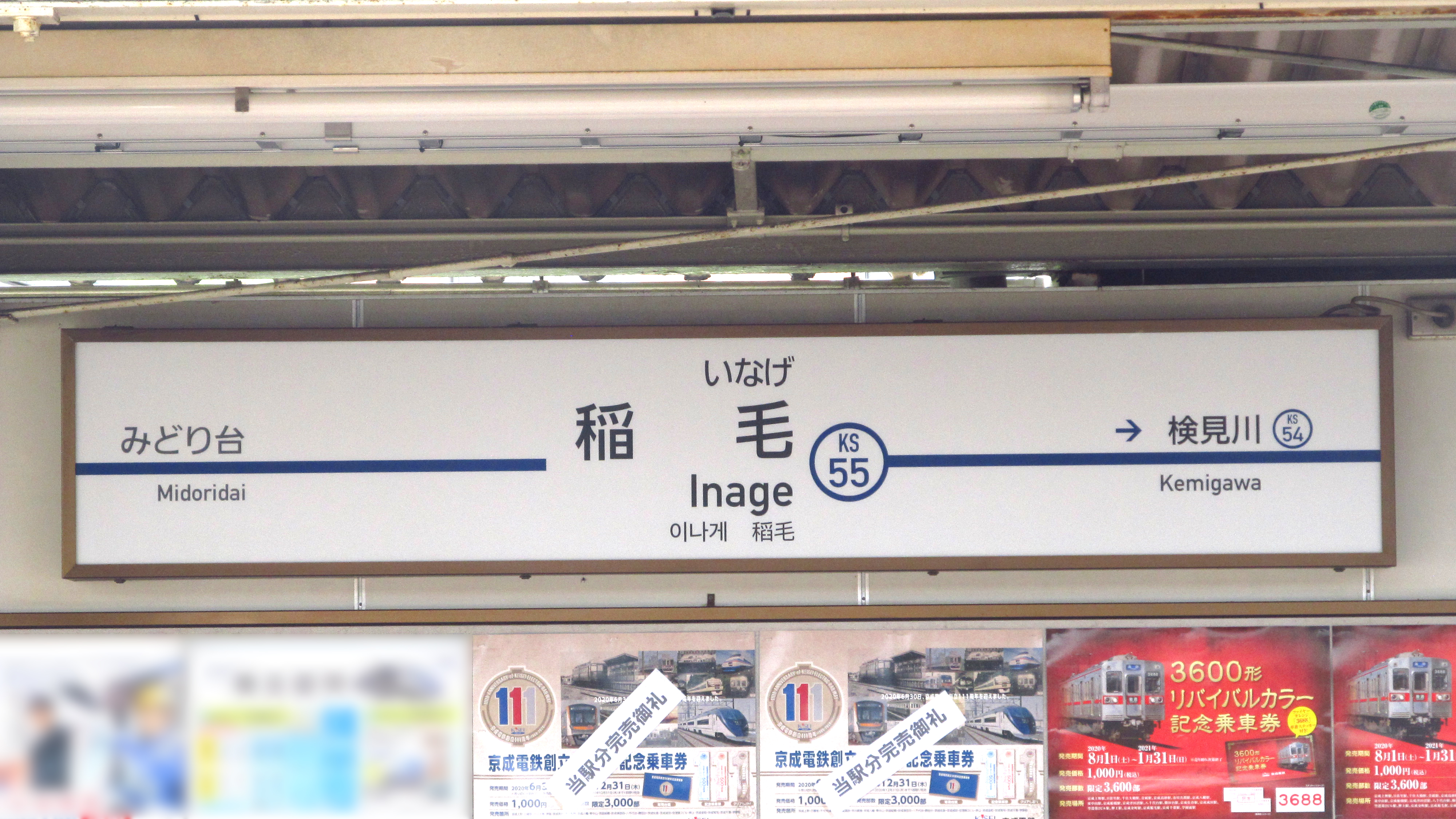
1番線駅名標（2020年7月）
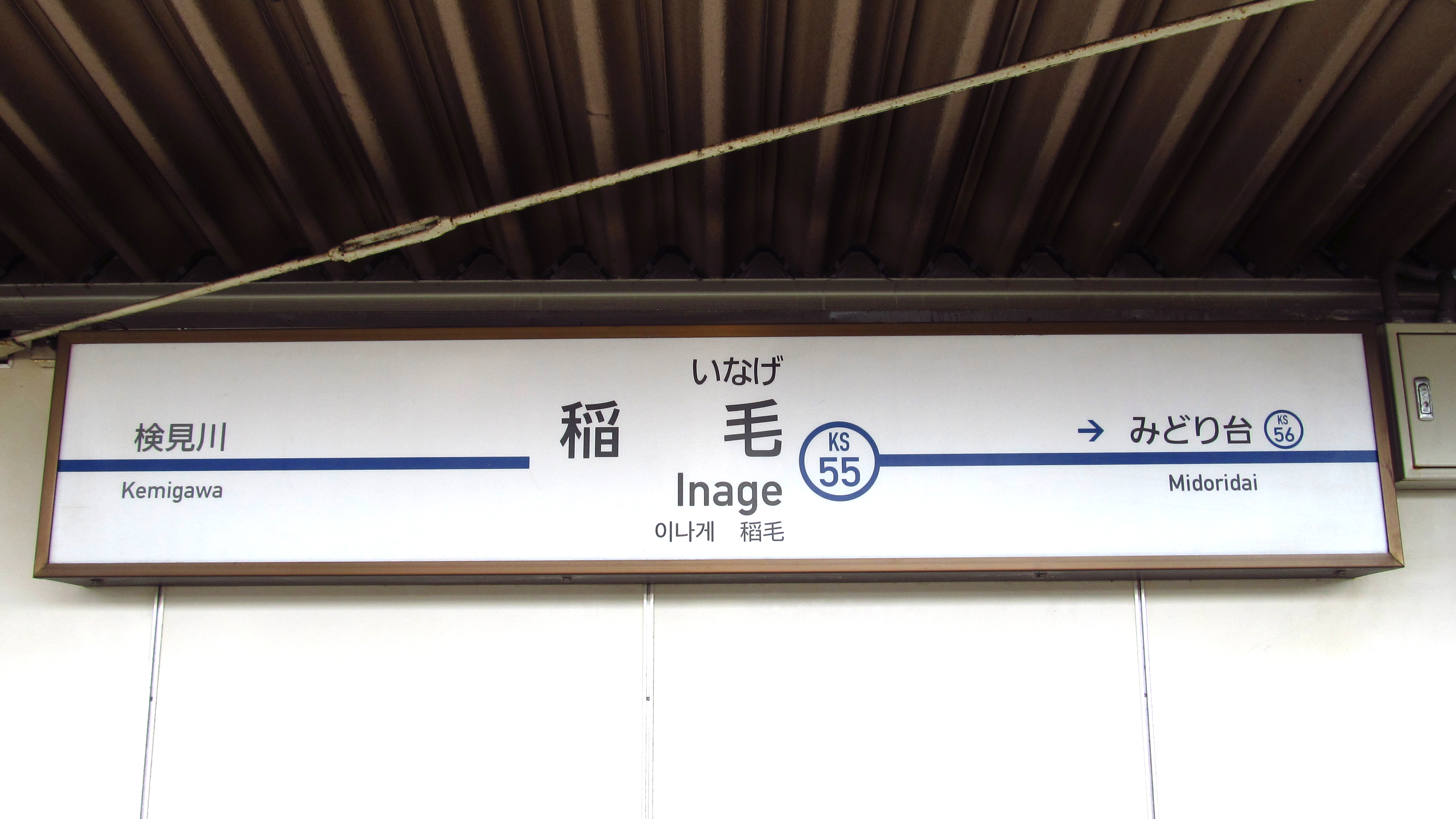
2番線駅名標（2020年7月）

## 利用状況
2024年度の一日平均乗降人員は7,483人である。
近年の一日平均乗降・乗車人員推移は下表の通り。
| 年度               | 一日平均 乗降人員 | 一日平均 乗車人員 |
| ------------------ | ----------------- | ----------------- |
| 2003年（平成15年） | 6,317             | 3,117             |
| 2004年（平成16年） | 5,987             | 3,054             |
| 2005年（平成17年） | 5,923             | 3,021             |
| 2006年（平成18年） | 6,056             | 3,086             |
| 2007年（平成19年） | 6,162             | 3,147             |
| 2008年（平成20年） | 6,190             | 3,162             |
| 2009年（平成21年） | 6,247             | 3,188             |
| 2010年（平成22年） | 6,230             | 3,179             |
| 2011年（平成23年） | 6,097             | 3,114             |
| 2012年（平成24年） | 6,214             | 3,170             |
| 2013年（平成25年） | 6,434             | 3,282             |
| 2014年（平成26年） | 6,480             | 3,312             |
| 2015年（平成27年） | 6,769             | 3,460             |
| 2016年（平成28年） | 6,913             | 3,524             |
| 2017年（平成29年） | 6,998             | 3,576             |
| 2018年（平成30年） | 7,064             | 3,613             |
| 2019年（令和元年） | 7,136             | 3,651             |
| 2020年（令和02年） | 5,822             | 2,974             |
| 2021年（令和03年） | 6,429             | 3,285             |
| 2022年（令和04年） | 6,846             | 3,509             |
| 2023年（令和05年） | 7,287             | 3,729             |
| 2024年（令和06年） | 7,483             | 3,819             |

## 駅周辺

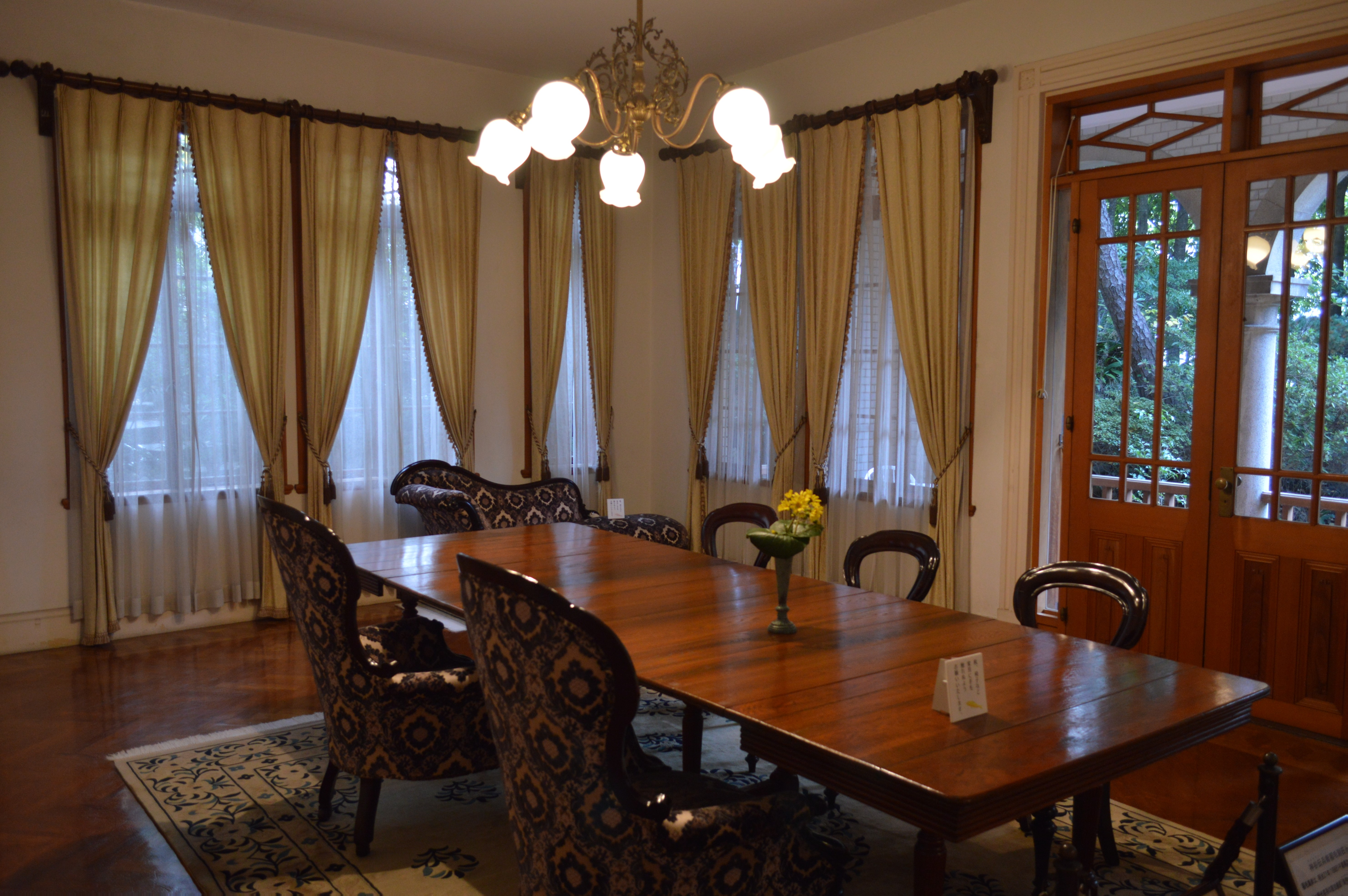
旧神谷伝兵衛稲毛別荘

神谷傳兵衛や愛新覚羅溥傑の時代には国道14号（千葉街道）付近に海岸線があり、海水浴や潮干狩りの客で賑わうリゾート地となっていた。稲毛浅間神社の周辺に広がる松林の中には別荘風旅館「海気館」もあり、海気館には多くの文人墨客が小説執筆や静養のため訪れるなど、文人に愛された地として古くから栄え、駅周辺の高台は別荘地として開発された経緯から高級住宅街となっている。
駅前には千葉県道134号稲毛停車場稲毛海岸線が通り、駅西側には国道14号（千葉街道）、国道357号（東京湾岸道路）、駅北側には東関東自動車道が通る。国道14号（千葉街道）を越えた先からは美浜区に入り、大規模な住宅団地や埋立地が広がる。保養所等も今はなく、埋立前の海岸線は稲毛浅間神社や松林が昔の面影を残している。特に「稲毛の松林（市指定天然記念物）」は稲毛浅間神社の創建以来、次第に形成されてきた松林で、かつてはすぐ近くまで波が打ち寄せた眼望絶景の地であった。浅間神社境内を含めた丘上一帯が名勝地となっており、その一部が市の公園（稲毛公園）として開放されている。
JR総武本線の稲毛駅までは約650メートル（徒歩約8分程度）、JR京葉線稲毛海岸駅までは約1.5キロメートル（徒歩約20分程度）の場所に位置する。

### 西側

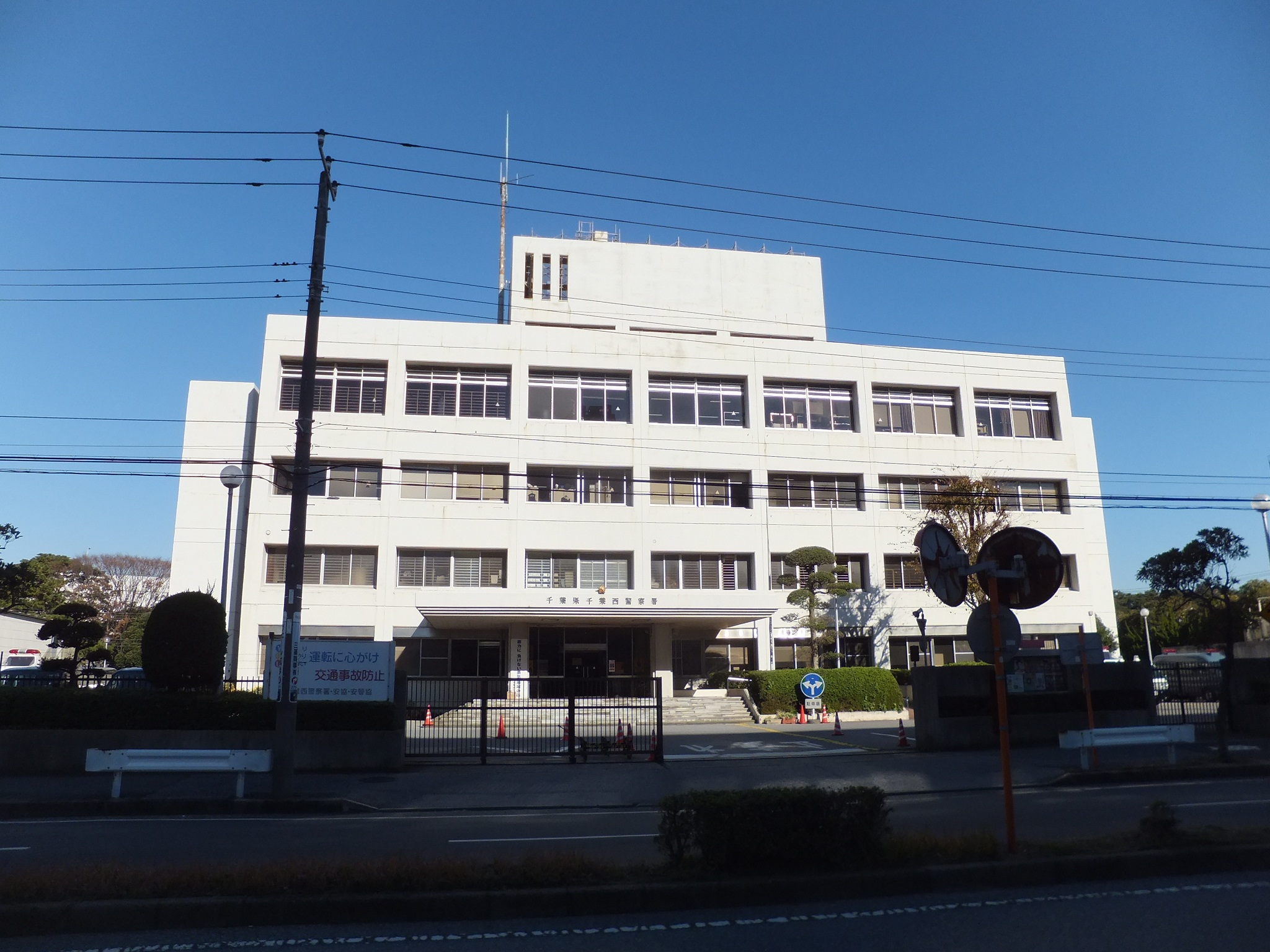
千葉県千葉西警察署

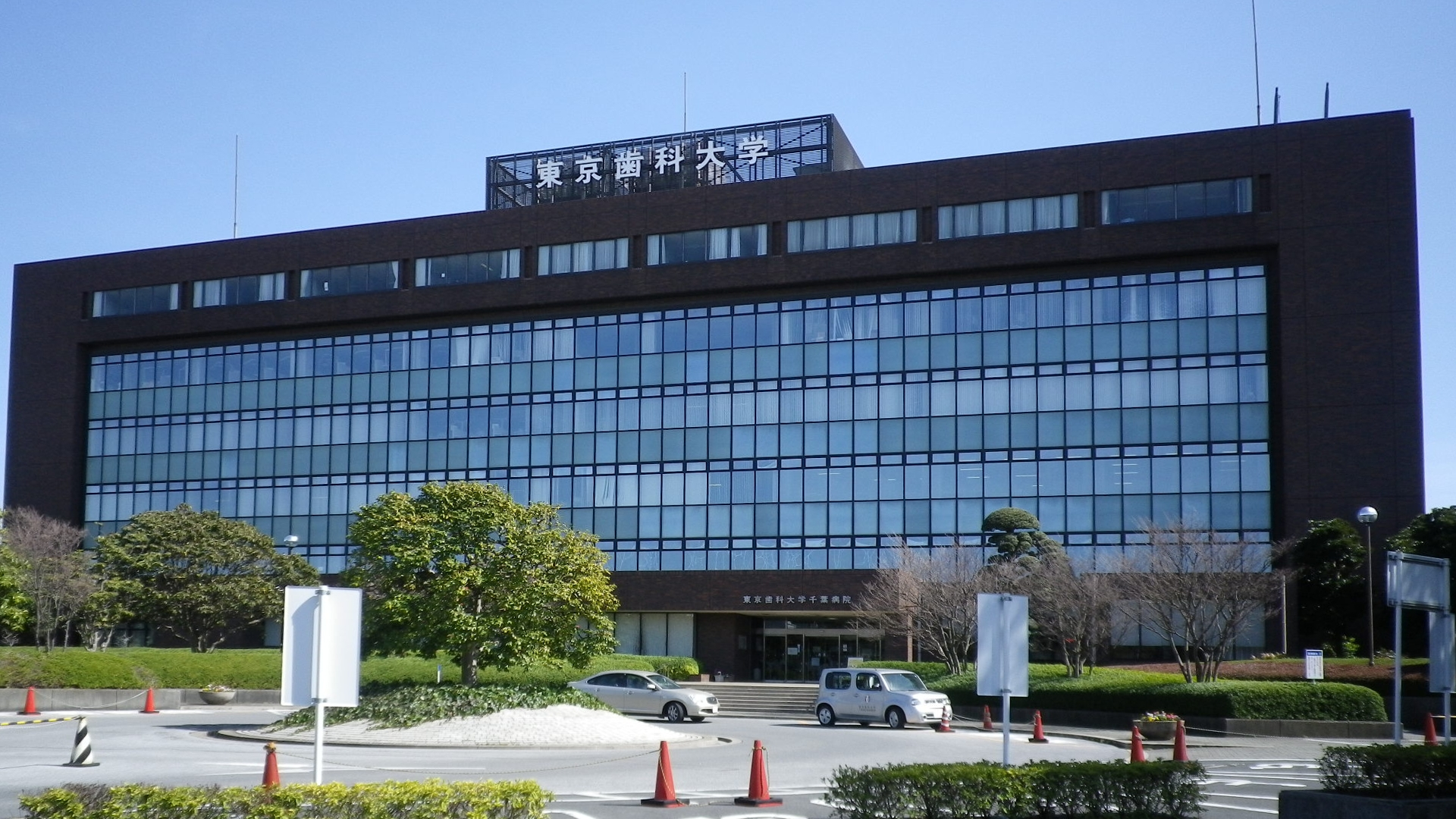
東京歯科大学千葉歯科医療センター

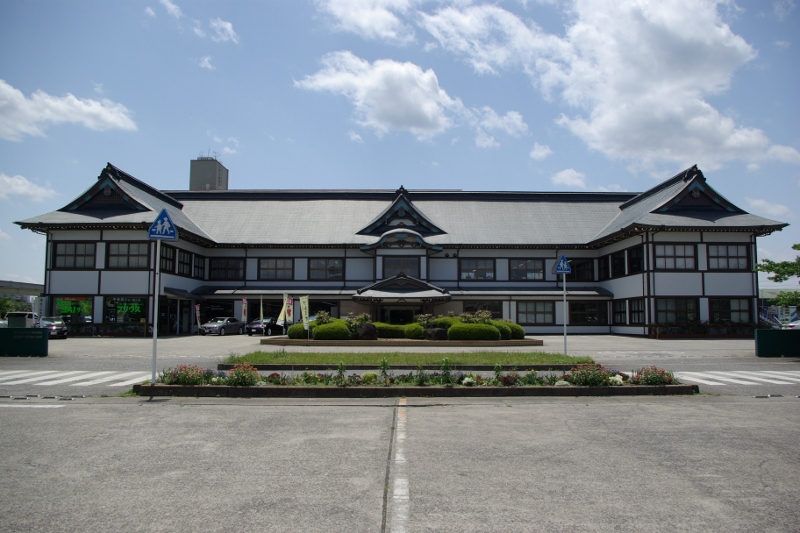
千葉トヨペット本社（国の登録有形文化財）

- 農林水産省林野庁関東森林管理局千葉森林管理事務所
- 千葉県千葉西警察署
- 千葉市稲毛公民館
- 東京歯科大学 千葉キャンパス
  - 東京歯科大学歯科衛生士専門学校
  - 東京歯科大学千葉歯科医療センター
- 千葉市立稲毛中学校
- 千葉市立稲浜中学校
- 千葉市立稲毛小学校
- 千葉市立稲丘小学校
- 千葉市立稲毛第二小学校
- 千葉市立稲浜小学校
- 稲毛自動車教習所
- いなげ西病院
- 稲毛郵便局
- 千葉稲毛海岸郵便局
- アコレ 稲毛海岸4丁目店
- ヤオコー ミノリア稲毛海岸店
- ヤオコー 稲毛海岸店
- ピアシティ稲毛海岸
  - カスミフードスクエア 稲毛海岸店
  - サンドラッグ 稲毛海岸店
- きらくホテル
- 千葉トヨペット本社（社屋は日本勧業銀行本店建造物）
- 稲毛園 本店
- 稲毛浅間神社 - 毎年7月14日の前夜祭とその翌15日の例大祭の時は賑い、当駅の利用客が多くなる。
  - 稲毛公園（稲毛の松林）
- 千葉市民ギャラリー・いなげ - 黒松に囲まれた庭園にあるアート・文化の拠点施設。
  - 旧神谷伝兵衛稲毛別荘 - 神谷バーの創業者である神谷傳兵衛の別荘（洋館建築）。国の登録有形文化財。
- 千葉市ゆかりの家・いなげ（旧武見家住宅） - 映画『ラストエンペラー』として知られる愛新覚羅溥儀の弟とその妻（嵯峨実勝の長女）が新婚時代（1937年頃）に半年程住んでいた建物。千葉市有形文化財。
- 稲毛海岸公園

### 東側
- 千葉西警察署 稲毛駅前交番
- 稲毛駅前郵便局
- 千葉銀行 稲毛支店
- 千葉信用金庫 稲毛支店
- ワイズマート 稲毛店
- 在宅支援総合ケアーサービス 本社
- 千葉セラミック工業 本社工場
- 日産レンタカー稲毛西口駅前店

## バス路線
駅周辺には、駅最寄りの「京成稲毛駅」バス停と駅から離れた高台にある「京成稲毛駅入口」バス停（所在地は稲丘町）がある。
かつては京成バスの市街線（現在のちばシティバス作草部線、休止中）・宮野木線・京成団地線などが当駅を起終点としていたが、その後、当地のバス路線中心駅はJR稲毛駅となり、作草部線が2010年3月15日より運行休止となったのを最後に、当駅を起終点とする路線バスはなくなった。京成バス市街線は、千葉都市モノレール開通以前は運転本数も多く、京成バスを代表する主要幹線の一つであった。

### 京成稲毛駅
| 系統名           | 系統名 | 経由地                   | 行先               | 運行会社               | 備考 |
| ---------------- | ------ | ------------------------ | ------------------ | ---------------------- | ---- |
| プラウドシティ線 | 稲52   |                          | 稲毛駅             | 京成バス千葉セントラル |      |
| プラウドシティ線 | 稲53   | プラウドシティ・イースト | 稲毛海岸駅         | 京成バス千葉セントラル |      |
| プラウドシティ線 | 稲55   | プラウドシティ・イースト | ルネグランマークス | 京成バス千葉セントラル |      |

### 京成稲毛駅入口
| 系統名                                           | 経由地                                                                                                 | 行先                 | 運行会社                                     |
| ------------------------------------------------ | --- | -------------------- | -------------------------------------------- |
| 高浜線                                           | 東京歯科大正門                                                                                         | 稲毛海岸駅           | 京成バス千葉セントラル                       |
| 高浜線                                           | こじま公園                                                                                             | 稲毛海岸駅           | 京成バス千葉セントラル                       |
| 高浜線                                           | こじま公園・稲毛海岸駅                                                                                 | 海浜公園入口         | 京成バス千葉セントラル                       |
| 高浜線                                           | こじま公園・稲毛海岸駅                                                                                 | 磯辺高校             | 京成バス千葉セントラル                       |
| 高洲線                                           | 高洲第二・稲毛高校・高浜車庫                                                                           | 稲毛海浜公園プール   | 京成バス千葉セントラル                       |
| 高洲線                                           | 高洲第二・稲毛高校                                                                                     | 高浜車庫             | 京成バス千葉セントラル                       |
| 高洲線                                           | 高洲一丁目・運輸支局入口・稲毛高校                                                                     | 稲毛海岸駅           | 京成バス千葉セントラル                       |
| 高洲東線                                         | 高洲一丁目・運輸支局入口・稲毛海岸駅・千葉西高校                                                       | 海浜病院             | 京成バス千葉セントラル                       |
| マリンスタジアム線                               | 稲毛海岸駅・高洲二中・検見川浜駅・海浜幕張駅                                                           | ZOZOマリンスタジアム | 京成バス千葉セントラル                       |
| アクアリンク線                                   | 稲毛海岸駅・稲毛高校・高浜車庫                                                                         | アクアリンクちば     | 京成バス千葉セントラル                       |
| 幕張メッセ中央線・[稲91]（ちばシティバス）       | プラウドシティウエスト・千葉西警察署・イオン幕張店・海浜幕張駅・幕張メッセ中央・イオンモール幕張新都心 | 幕張豊砂駅           | 京成バス千葉セントラル・京成バス千葉イースト |
| 稲57                                             | プラウドシティ・イースト                                                                               | 稲毛海岸駅           | 京成バス千葉イースト                         |
| 稲61                                             | 幸町団地・千葉興銀本店・千葉みなと駅                                                                   | 千葉駅西口           | 京成バス千葉イースト                         |
| 稲62                                             | 幸町団地                                                                                               | ガーデンタウン       | 京成バス千葉イースト                         |
| 稲65                                             | 幸町団地                                                                                               | 幸町中央             | 京成バス千葉イースト                         |
| 稲66（京成バス千葉イースト）・1-11（あすか交通） | 幸町団地・幸町公民館・幸町中央                                                                         | 稲毛駅（循環）       | 京成バス千葉イースト・あすか交通             |
| 1-21                                             | 幸町団地・8街区入口・幸町中央                                                                          | 稲毛駅（循環）       | あすか交通                                   |
|                                                  | | 稲毛駅               | 京成バス千葉セントラル・京成バス千葉イースト |

## 隣の駅
京成電鉄
 千葉線
検見川駅 (KS54) - 京成稲毛駅 (KS55) - みどり台駅 (KS56)

#### 利用状況
京成電鉄の1日平均利用客数
1. 1 2 3 4  京成電鉄株式会社. “駅別乗降人員（2024年度1日平均）” (pdf). 2025年5月5日閲覧。
2. ↑  京成電鉄株式会社. “駅別乗降人員（平成26年度1日平均）” (pdf). 2016年4月3日時点のオリジナルよりアーカイブ。2023年7月8日閲覧。
3. ↑  京成電鉄株式会社. “駅別乗降人員（平成27年度1日平均）” (pdf). 2016年10月11日時点のオリジナルよりアーカイブ。2023年7月8日閲覧。
4. ↑  京成電鉄株式会社. “駅別乗降人員（平成28年度1日平均）”. 2018年2月23日時点のオリジナルよりアーカイブ。2023年7月8日閲覧。
5. 1 2  京成電鉄株式会社. “駅別乗降人員（2017年度1日平均）” (pdf). 2020年6月13日時点のオリジナルよりアーカイブ。2023年7月8日閲覧。
6. 1 2  京成電鉄株式会社. “駅別乗降人員（2018年度1日平均）” (pdf). 2020年6月13日時点のオリジナルよりアーカイブ。2023年7月8日閲覧。
7. 1 2  京成電鉄株式会社. “駅別乗降人員（2019年度1日平均）” (pdf). 2020年6月13日時点のオリジナルよりアーカイブ。2023年7月8日閲覧。
8. 1 2  京成電鉄株式会社. “駅別乗降人員（2020年度1日平均）” (pdf). 2023年4月5日時点のオリジナルよりアーカイブ。2023年7月8日閲覧。
9. 1 2  京成電鉄株式会社. “駅別乗降人員（2021年度）” (PDF) (JP). 2022年5月16日時点のオリジナルよりアーカイブ。2023年7月8日閲覧。
10. 1 2  京成電鉄株式会社. “駅別乗降人員（2022年度1日平均）” (pdf). 2023年7月8日閲覧。
11. 1 2  京成電鉄株式会社. “駅別乗降人員（2023年度1日平均）” (pdf). 2025年5月5日閲覧。

千葉県統計年鑑
1. ↑  千葉県統計年鑑（平成25年） 111 民鉄等駅別1日平均運輸状況、平成27年7月25日閲覧

千葉市統計書
1. 1 2 3 4 5  千葉市統計書（平成20年度） Archived 2013年12月14日, at the Wayback Machine.
2. 1 2 3 4  千葉市統計書（平成24年度） Archived 2016年8月26日, at the Wayback Machine.
3. ↑  千葉市統計書(平成26年度版） Archived 2016年8月10日, at the Wayback Machine.